# アドリアン・ラビオ
アドリアン・ラビオ（Adrien TRabiot, 1995年4月3日 - ）は、フランス・サン＝モーリス出身のプロサッカー選手。オリンピック・マルセイユ所属。フランス代表。ポジションはミッドフィールダー。

## 経歴

### クラブ
2001年にクレテイユの下部組織でキャリアをスタートさせ、その後複数クラブを渡り歩いたのち、2010年からパリ・サンジェルマンの下部組織に所属し、2012年にトップチームに昇格した。2012年8月26日、ボルドー戦でプロデビューを果たした。パリ・サンジェルマンでカップ戦を含む9試合に出場した後の2013年1月、トゥールーズにシーズン終了までのローン移籍。3月9日、リーグ第28節のスタッド・ブレスト戦では決勝点となるリーグ・アン初ゴールを記録。その後もレギュラーとして中盤の一角でプレイし、移籍後13試合で1ゴール3アシストの成績でこのシーズンを終えた。
2013-14シーズンはパリ・サンジェルマンに復帰。新監督のローラン・ブランがシーズン途中から3センターハーフの戦術を採用したこともあり、スター揃いのパリ・サンジェルマンの中にあってもコンスタントに出場機会を得た。年明け1月に膝を負傷し、同時に同じポジションでフランス代表のヨアン・キャバイェが加入した後はスタメン出場の機会を減らした。それでも定期的に出場し、公式戦34試合3ゴールという成績でこのシーズンを終えた。2014年10月31日、パリ・サンジェルマンとの契約を2019年6月30日まで延長した。
2019年6月の契約満了を控え、クラブと契約延長交渉を行い一時は契約延長の可能性が報じられたが、最終的に契約延長を拒否したために、クラブから構想外とされた。バルセロナへの移籍が報じられる中、パリ・サンジェルマンのアンテロ・エンリケSDが「（ラビオが）すでにあるクラブと合意している」とコメントしたことを受け、2018年12月30日にバルセロナがラビオとの事前合意を否定する声明を発表する事態となった。
構想外となりチームから外された後、パリ・サンジェルマンがUEFAチャンピオンズリーグの決勝トーナメント・ラウンド16でマンチェスター・ユナイテッドに逆転負けし敗退した際には、ナイトクラブにいたことが明らかになった。また、元マンチェスター・ユナイテッドのパトリス・エヴラがSNSに投稿したユナイテッドの勝利を祝福する動画に「いいね」をしていた。これらの行動に対して、クラブから謹慎処分と減給処分を受けた。
2019年7月1日、セリエAのユヴェントスにフリー移籍した。実戦から遠ざかっていたこともあり加入当初は起用が限定的だったが、徐々に出場機会を増やしスタメンに定着、リーグ制覇に貢献した。その後も、中盤の柱としてユヴェントスに貢献し、ユヴェントスに所属したフランス人選手歴代3位となる212試合に出場した。これはジネディーヌ・ジダンと並ぶ記録である。しかし、2024年7月18日、ユヴェントスはラビオとの契約を延長しないことを発表。退団することとなった。
2024年9月18日、オリンピック・マルセイユに加入した。背番号はパリ・サンジェルマン時代やユヴェントス時代と同じ25番。

### 代表

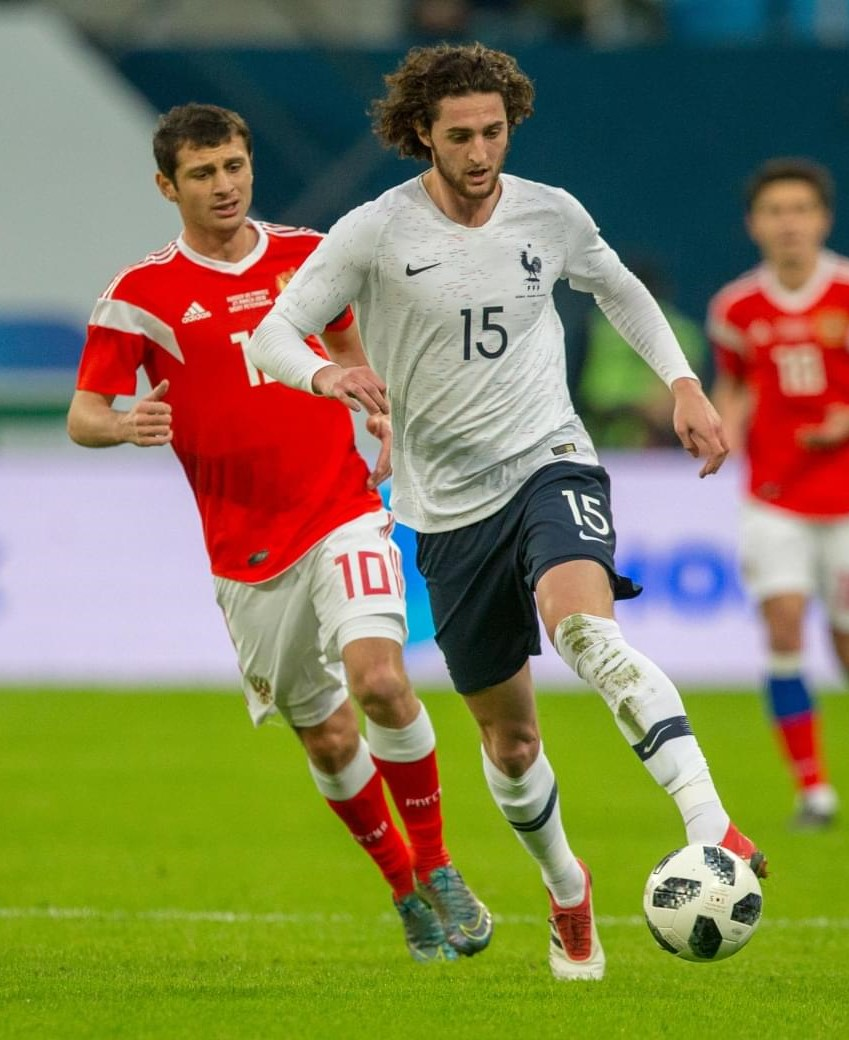
フランス代表でのラビオ（2018年）

UEFA欧州選手権2016に出場するフランス代表の予備登録メンバーに選出された。
2016年11月3日、ワールドカップ予選に挑むフランス代表のメンバーに招集され、11月15日のコートジボワール代表との親善試合でA代表デビューを果たした。
2018 FIFAワールドカップに出場するフランス代表23人からは落選し、予備登録メンバーに選出されたが、予備登録となった事に不満を持ち、予備登録メンバー入りを拒否した。この行為に監督のディディエ・デシャンやフランスサッカー連盟会長のノエル・ル・グラエから苦言を呈された。2021年11月13日、2022 FIFAワールドカップ予選のカザフスタン戦で代表初得点を挙げた。
11月22日、ワールドカップカタール大会のグループリーグ初戦、オーストラリア戦では0-1から同点ゴールを挙げると、ジルーの決勝ゴールをアシストした。

2024年のUEFA EUROでは、累積警告で出場停止となった準々決勝を除く5試合に先発出場した。

## 個人成績

### クラブ
| 国内大会個人成績 | 国内大会個人成績 | 国内大会個人成績 | 国内大会個人成績 | 国内大会個人成績 | 国内大会個人成績 | 国内大会個人成績                  | 国内大会個人成績 | 国内大会個人成績 | 国内大会個人成績 | 国内大会個人成績 | 国内大会個人成績 |
| 年度             | クラブ           | 背番号           | リーグ           | リーグ戦         | リーグ戦         | リーグ杯                          | リーグ杯         | オープン杯       | オープン杯       | 期間通算         | 期間通算         |
| 年度             | クラブ           | 背番号           | リーグ           | 出場             | 得点             | 出場                              | 得点             | 出場             | 得点             | 出場             | 得点             |
| フランス         | フランス         | フランス         | フランス         | リーグ戦         | リーグ戦         | F・リーグ杯                       | F・リーグ杯      | フランス杯       | フランス杯       | 期間通算         | 期間通算         |
| ---------------- | ---------------- | ---------------- | ---------------- | ---------------- | ---------------- | --------------------------------- | ---------------- | ---------------- | ---------------- | ---------------- | ---------------- |
| 2012-13          | PSG              | 25               | リーグ・アン     | 6                | 0                | 1                                 | 0                | 1                | 0                | 8                | 0                |
| 2012-13          | トゥールーズ     | 6                | リーグ・アン     | 13               | 1                | -                                 | -                | -                | -                | 13               | 1                |
| 2013-14          | PSG              | 25               | リーグ・アン     | 25               | 2                | 2                                 | 1                | 1                | 0                | 28               | 3                |
| 2014-15          | PSG              | 25               | リーグ・アン     | 21               | 4                | 3                                 | 0                | 5                | 0                | 29               | 4                |
| 2015-16          | PSG              | 25               | リーグ・アン     | 24               | 1                | 4                                 | 1                | 6                | 1                | 34               | 3                |
| 2016-17          | PSG              | 25               | リーグ・アン     | 27               | 3                | 3                                 | 0                | 4                | 1                | 34               | 4                |
| 2017-18          | PSG              | 25               | リーグ・アン     | 33               | 1                | 3                                 | 1                | 5                | 1                | 41               | 3                |
| 2018-19          | PSG              | 25               | リーグ・アン     | 14               | 2                | 0                                 | 0                | 0                | 0                | 14               | 2                |
| イタリア         | イタリア         | イタリア         | イタリア         | リーグ戦         | リーグ戦         | イタリア杯                        | イタリア杯       | オープン杯       | オープン杯       | 期間通算         | 期間通算         |
| 2019-20          | ユヴェントス     | 25               | セリエA          | 28               | 1                | 4                                 | 0                | -                | -                | 32               | 1                |
| 2020-21          | ユヴェントス     | 25               | セリエA          | 34               | 4                | 5                                 | 0                | -                | -                | 39               | 4                |
| 2021-22          | ユヴェントス     | 25               | セリエA          | 32               | 0                | 5                                 | 0                | -                | -                | 37               | 0                |
| 2022-23          | ユヴェントス     | 25               | セリエA          | 32               | 8                | 3                                 | 0                | -                | -                | 35               | 8                |
| 2023-24          | ユヴェントス     | 25               | セリエA          | 31               | 5                | 4                                 | 0                | -                | -                | 35               | 5                |
| フランス         | フランス         | フランス         | フランス         | リーグ戦         | リーグ戦         | F・リーグ杯                       | F・リーグ杯      | フランス杯       | フランス杯       | 期間通算         | 期間通算         |
| 2024-25          | マルセイユ       | 25               | リーグ・アン     | 29               | 9                | -                                 | -                | 2                | 1                | 31               | 10               |
| 通算             | フランス         | フランス         | リーグ・アン     | 192              | 23               | 16\|\|\|3\|\|24\|\|4\|\|232\|\|30 |                  |                  |                  |                  |                  |
| 通算             | イタリア         | イタリア         | セリエA          | 157              | 18               | 21                                | 0                | -                | -                | 178              | 18               |
| 総通算           | 総通算           | 総通算           | 総通算           | 349              | 41               | 37                                | 3                | 24               | 4                | 410              | 48               |

### 代表
| フランス代表 | 国際Aマッチ | 国際Aマッチ |
| 年           | 出場        | 得点        |
| ------------ | ----------- | ----------- |
| 2016         | 1           | 0           |
| 2017         | 4           | 0           |
| 2018         | 1           | 0           |
| 2020         | 5           | 0           |
| 2021         | 13          | 1           |
| 2022         | 11          | 2           |
| 2023         | 7           | 1           |
| 2024         | 8           | 2           |
| 2025         | 3           | 0           |
| 通算         | 53          | 6           |

#### ゴール
| #  | 年月日         | 開催地                                          | 対戦国         | 勝敗  | 試合概要                                         |
| -- | -------------- | ----------------------------------------------- | -------------- | ----- | ------------------------------------------------ |
| 1. | 2021年11月13日 | パルク・デ・プランス（ イスラエル）             | カザフスタン   | ○8-0  | 2022 FIFAワールドカップ・ヨーロッパ予選グループD |
| 2. | 2022年6月6日   | スタディオン・ポリュド（ クロアチア）           | クロアチア     | △1-1  | UEFAネーションズリーグ2022-23・リーグA           |
| 3. | 2021年11月22日 | アル・ジャヌーブ・スタジアム（ カタール）       | オーストラリア | ○4-1  | 2022 FIFAワールドカップ・グループD               |
| 4. | 2023年11月18日 | アリアンツ・リヴィエラ（ フランス）             | ジブラルタル   | ○14-0 | UEFA EURO 2024予選・グループB                    |
| 5. | 2024年11月17日 | スタディオ・ジュゼッペ・メアッツァ（ イタリア） | イタリア       | ○3-1  | UEFAネーションズリーグ2024-25・リーグA           |
| 6. | 2024年11月17日 | スタディオ・ジュゼッペ・メアッツァ（ イタリア） | イタリア       | ○3-1  | UEFAネーションズリーグ2024-25・リーグA           |

## タイトル

### クラブ
パリ・サンジェルマン
- リーグ・アン（2013-14, 2014-15, 2015-16, 2017-18, 2018-19）
- クープ・ドゥ・フランス（2014-15, 2015-16, 2016-17, 2017-18）
- クープ・ドゥ・ラ・リーグ（2013-14, 2014-15, 2015-16, 2016-17, 2017-18）
- トロフェ・デ・シャンピオン（2015, 2016, 2017, 2018）

ユヴェントス
- セリエA（2019-20）
- コッパ・イタリア（2020-21, 2023-24）
- スーペルコッパ・イタリアーナ（2020）

### 代表
フランス
- UEFAネイションズリーグ（2020-21）[24]